# 片岡彩
片岡 彩（かたおか あや、1985年7月6日 - ）は、専属モデル、タレント。

## 来歴
ファッション雑誌「bis」には2001年の創刊当初から登場。
数少ない専属モデルとして活躍し、表紙を計30回飾る。
お茶の水女子大学卒業。

## 出演

### 雑誌
- bis（光文社）